# فرانک هانیش
فرانک هانیش (انگلیسی: Frank Hanisch؛ زادهٔ ۶ نوامبر ۱۹۵۳) بازیکن فوتبال اهل آلمان است.
از باشگاه‌هایی که در آن بازی کرده‌است می‌توان به باشگاه فوتبال هرتابرلین اشاره کرد.